# Taougrite
Taougrite (în arabă تاوقريت) este o comună din provincia Chlef, Algeria.
Populația comunei este de 27.574 de locuitori (2008).